# Атуши, Амин
Амин Атуши (араб. أمين عطوشي‎, род. 1 июля 1992, Касабланка, Марокко) — марокканский футболист, защитник саудовского клуба «Абха». Выступает за сборную Марокко по футболу.

## Клубная карьера
Во взрослом футболе дебютировал В 2011 году выступлениями за клуб «Видад» (Касабланка).

## Выступления за сборную
В 2017 году дебютировал в официальных матчах в составе национальной сборной Марокко.
В составе сборной был участником Кубка африканских наций в Габоне.